# Park Yung-hyo
Park Yung-hyo (박영효?; Suwon, 12 giugno 1861 – Seul, 21 settembre 1939) è stato un politico coreano, esponente dell'ala progressista e filo-giapponese.

## Primi anni
Park Yeong-hyo nacque a Suwon, una città a sud di Hanseong ed era il terzo figlio di Park Won-yang, un funzionario presso la corte del re Cheoljong, e di un a donna del clan dei Yi di Jeonui. Infatti, la sua famiglia era lontanamente imparentata con la famiglia reale, un suo antenato era Park Se-gyo (1611–1663), l'unico figlio della quinta figlia, principessa Jeongan, del re Seonjo, e Park Mi (1592–1645), un nobile di basso rango.
Grazie allo stretto legame di sangue e lavorativo che legava il casato di Yi alla famiglia di Park, il 3 aprile 1872, quest'ultimo fu scelto per essere il marito di Yeonghye, l'unica figlia ancora vivente dell'ormai defunto re Cheoljong. Quando i due si sposarono, Park aveva undici anni mentre Yeonghye tredici, tuttavia quest'ultima morì di malattia appena tre mesi dopo le nozze. Nella vita, Park deciderà di non sposarsi mai più, in quanto voleva preservare i benefici e i vantaggi che l'essere strettamente legato alla famiglia reale gli portava. Fu proprio grazie a questo legame che Park poté permettersi un'ottima educazione all'interno degli ambienti più culturalmente stimolanti dell'epoca.
Infatti, proprio durante i suoi studi, Park ebbe la possibilità di conoscere l'attivista Kim Ok-gyun, fondatore del Dongnipdang (in coreano: 동립당?; traducibile in italiano come "partito dell'indipendenza"), un movimento composto da intellettuali coreani che mirava a riformare il governo, l'economia e l'esercito incorporando in tali aspetti la tecnologia e la metodologia che adottavano le nazioni occidentali industrialmente e socialmente più evolute, in modo tale che la Corea fosse in grado di respingere ogni tipo di invasione straniera, sia diplomatica sia militare. Park, ritrovandosi in tali ideali, accompagnò Kim nella sua visita a Tokyo, ove i due incontrarono diversi politici e influenti attivisti nipponici influenti politici giapponesi, tra cui anche Fukuzawa Yukichi.

## Carriera politica

### Colpo di stato di Gapsin
Park Yung-hyo fu uno dei leader, insieme ad altri membri del Dongnipdang, fra cui lo stesso Kim Ok-gyun, del colpo di stato di Gapsin, un golpe avvenuto il 4 dicembre 1884, con la presa del palazzo reale situato nella capitale, e che tentò di rovesciare il governo monarchico e di istituire nuove riforme che facessero assumere alla Corea un aspetto più occidentale. Il tentato colpo di Stato, che trovò l'appoggio del governo giapponese, durò tuttavia solo tre giorni. Esso fu infatti represso dalle truppe coreane ancora fedeli al re e dall'esercito cinese, comandato dal generale Yuan Shikai, di stanza in Joseon e Park fu costretto a fuggire in Giappone, ove inizialmente fu ospitato da Fukuzawa Yukichi, per poi traferirsi in un appartamento a Kobe.

### Ritorno in Corea
Dopo che l'esercito giapponese occupò il palazzo Gyeongbokgung nel 1894, Park colse l'opportunità per tornare in Corea, insieme a Lee Kyu-wan e Ryu Hyeok-ro, due attivisti con cui si era tenuto in contatto durante questi dieci anni. Arrivato a Hanseong il 23 agosto di qeull'anno, Park si diresse immediatamente dalla corte reale, in quanto desiderava interloquire con il re Gojong per presentargli le riforme progressiste di cui il Dongnipdang si faceva portavoce. Tuttavia, tali ideali, dopo il colpo di stato di Gapsin, erano visti con molto sospetto dalla maggioranza degli intellettuali coreani e dunque la corte non gli permise di incontrare il sovrano. Park, temendo di essere nuovamente in pericolo a causa delle sue idee politiche, si recò a Incheon, dove, in caso la situazione fosse peggiorata, una nave lo avrebbe riportato in Giappone. Quando le acque si calmarono, Park ritornò nella capitale e riprese la sua attività di politico. Sempre nel 1894, Park smascherò e impedì un colpo di stato organizzato da Heungseon Daewongun, il quale tentò di intronizzare il nipote Yi Jun-yong. Grazie a questo evento, egli riuscì a ottenere la fiducia del re Gojong e del governo nipponico. Infatti, quando fu nominato per la seconda volta yeonguijeong (cioè "primo ministro") Kim Hong-jip, quest'ultimo, su ordine del sovrano, nominò Park ministro degli interni. Nonostante Park non fosse il primo ministro, riuscì ad essere estremamente influente, tant'è che le funzioni solitamente affidate al yeonguijeong erano generalmente compiute da lui. Il 28 maggio 1895, riuscì infatti a convincere il re Gojong ad affidargli la carica di primo ministro, tuttavia, non appena assunse tale carica, in quanto filo-giapponese, fece immediatamente sostituire le guardie del corpo del sovrano con i componenti del Hunryeondae, un'organizzazione paramilitare in contatto con i servizi segreti nipponici. Tale decisione fece allarmare molto Gojong, il quale, il 31 maggio di quello stesso anno, costrinse Park a dimettersi e, su consiglio della moglie, la regina Myeongseong, fu anche costretto a fuggire nuovamente in Giappone. Rimosso Park dallo scenario politico coreano, il re formò un nuovo governo, composto da politici filo-americani e britannici quali Park Jeong-yang, Lee Wan-yong, Yi Bum-jin e Min Young-hwan.
Dopo che la penisola coreana fu annessa all'impero giapponese in seguito al trattato firmato nel 1910, Park non solo ritornò in patria, ma gli fu anche assegnato il titolo nipponico di kōshaku (equivalente al nostro "marchese") e un seggio alla Camera dei pari preso la Dieta imperiale. Nel 1918, fu nominato direttore della Banca di Chosen, mentre due anni dopo divenne il presidente del The Dong-a Ilbo.
Morì per cause naturali a Seul all'età di settantotto anni, il 21 settembre 1939.